# Peba-Yagua-Sprachen
Die Peba-Yagua-Sprachen sind eine kleine indigene südamerikanische Sprachfamilie, die aus drei Einzelsprachen besteht:
- Peba
- Yagua (auch: Yava, Llagua, Yegua) [yad]
- Yameo [yme]

(In eckigen Klammern ist jeweils der Sprachcode nach ISO 639-3 angegeben.)
Das Yagua wird noch von ca. 5700 Menschen vom Volk der Yagua in Peru gesprochen, die beiden anderen Sprachen sind heute ausgestorben. Sie waren ebenfalls in Peru beheimatet.
Das Peba wurde nördlich der Stadt Pebas am Amazonas gesprochen, deren Name offenkundig mit dieser Ethnie zusammenhängt.
Doris L. Payne hält eine Verwandtschaft zwischen diesen Sprachen und den Zaparo-Sprachen für möglich.

## Sprachliche Charakteristik
Das Yagua hat die Grundwortstellung Verb-Subjekt-Objekt (VSO).